# Humberto G. Tamayo
Humberto G. Tamayo ( Humberto González Tamayo ). Poeta, escritor, periodista, locutor y publicista mexicano, nacido en Mérida, Yucatán, México el 20 de noviembre de 1903 y fallecido en la Ciudad de México, el 3 de agosto de 1971. Hijo de Alberto González Narváez y de Delia Tamayo.

## Biografía
Humberto G. Tamayo fue un publicista y locutor mexicano, se desempeñó destacando su colaboración en las radiodifusoras mexicanas, XEQ y XEX, desde su fundación, en las que ejerció usando su abaritonada voz junto a la de otros famosos como Pedro de Lille, Manuel Bernal y Ricardo López Méndez.
Fue uno de los precursores de la radiolocución y de los primeros comentaristas de la televisión mexicana.
Autor de la famosa frase de anuncio radiofónico en el México de los años 1940:

"Caballero, usted vale sin sombrero. Con sombrero vale más. Más vale que use sombrero Use sombreros Tardán que se usan de Sonora a Yucatán"

Fue el protagonista durante más de una década, en los años que corrieron a partir de 1960, de un popular programa de televisión hecho a la medida de su talento y de su ingenio, en el que durante una hora y sin ningún otro participante, mantenía la atención de su teleauditorio haciendo desde piruetas lingüísticas hasta profundos análisis gramaticales con el docto conocimiento que tenía de la lengua española: El programa de un solo hombre. Se despedía de su público con otra frase que acuñó para volver célebre: 

"Al césar lo que es del césar y.... adiós que les vaya bien. Allí les dejo mi reputación para que la hagan pedazos!"